# بوبلار وكانينغ تاون (دائرة انتخابية في المملكة المتحدة)
بوبلار وكانينغ تاون (بالإنجليزية: Poplar and Canning Town) هي إحدى الدوائر الانتخابية في المملكة المتحدة الممثلة في مجلس العموم في برلمان المملكة المتحدة.
}}</ref>
}}</ref>
}}</ref>
عضو البرلمان الذي يمثلها حالياً هو :Jim Fitzpatrick (Lab).